# Brian Kennedy (cantante)
Brian Edward Patrick Kennedy (Belfast, 12 ottobre 1966) è un cantautore irlandese.

## Biografia
Uno dei suoi più grandi successi è la canzone You Raise Me Up eseguita assieme ai Secret Garden.
Ha rappresentato l'Irlanda all'Eurovision Song Contest 2006  col brano Every Song Is A Cry For Love.

## Discografia

### Album
- The Great War Of Words (1990)
- A Better Man (1996)
- Now That I Know What I Want (1999)
- Won't You Take Me Home (2000)
- Get On With Your Short Life (2001)
- On Song (2003)
- Live In Belfast (2004)
- On Song 2: Red Sails In The Sunset (2005)
- Homebird (2006)